# John Gill

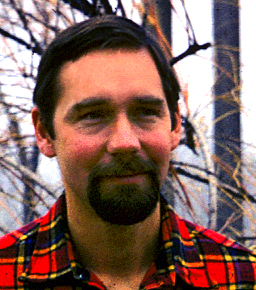
John Gill

John Gill (16 februari 1937) is een Amerikaanse bergbeklimmer en wiskundige. Hij wordt beschouwd als de 'vader' van het boulderen, een variant van de klimsport. Hij was niet de eerste boulderaar, mensen als Pierre Allain (1904-2000) en Oscar Eckenstein (1859-1921) gingen hem voor. Toch was John Gill de eerste die zich volledig specialiseerde in het beklimmen van korte moeilijke routes. 
In zijn jonge jaren ging hij vaak met zijn vader bergpassen lopen. Al snel ontwikkelde John een liefde voor de bergen, vanaf 1953 richtte hij zichzelf op het boulderen. Het klimmen van korte uitdagende routes fascineerde hem. Aan het einde van de jaren 50 klom hij routes met een rating van v9 en v10. Hiermee was John zijn tijd ver vooruit. Het is ook John Gill die het gebruik van Magnesiumcarbonaat en hars introduceerde in de boulderwereld. Enige tijd later gebruikten mensen op lange klimproeven ook magenesiumcarbonaat. 

## Training
John was volgens eigen zeggen niet direct atletisch. Als onderdeel van het schoolprogramma kwam hij achter zijn geweldige mogelijkheid tot het doen van pullups. Net als door boulderen was hij gefascineerd door turnen en touwklimmen, hij specialiseerde zich in de ringen. Later voegde John hier lichaamsgewicht georiënteerde oefeningen aan toe. Door de trainingen ontwikkelde hij veel kracht, uiteindelijk woog hij hierdoor 80 kg bij een lengte van 188 cm. Ondanks zijn lengte kon hij een breedtehang (ook wel crucifix of iron cross), butterfly mount, omgekeerde breedtehang (inverted cross), front lever, back lever en vele grote zwaaien. Hij kon zichzelf ook optrekken in een victoriaanse cross, helaas kon hij deze niet vasthouden. Tot op heden is er geen bewijs van een persoon die dit kan. Het zes meter lange touw klom hij zonder zijn benen te gebruiken uiteindelijk in een tijd van 3.4 seconden. Ook trainde hij zichzelf voor het boulderen, het volgende is bekend:
- 7 One Arm Pull Ups met zijn rechterarm
- 5 One Arm Pull Ups met zijn linkerarm
- 1 One Arm Pull Up met zijn kind van destijds 14 kg
- 1 One Arm Pull Up met 9 kg in de vorm van gewichten
- 3 One Arm Pull Ups met een enkele vinger
- 3 One Arm Pull Ups op een kleine lat van 1 cm met alleen zijn vingertoppen
- 1 One Arm Pull Up via het knijpen aan een vloerbalk
- Front Lever gedurende meer dan 20 seconden
- One Arm Front lever gedurende ongeveer 3 seconden
- 1 One Arm Front Lever pull up
- One Finger One Arm Front lever met zijn rechterarm

## Einde van competitief boulderen
Op 50-jarige leeftijd, tijdens een moeilijke klim stond John met een voet op een zeer klein stuk steen. Door een rukwind werd hij van de steen afgesleurd en kwam al zijn kracht op een enkele arm te staan. De pees van zijn biceps scheurde van zijn onderarm. John zelf dacht dat het door de jarenlange krachtoefeningen kwam. Vanaf dat moment stopte hij met het competitief boulderen. Tot op heden bouldert en klimt hij nog regelmatig. 
John heeft door de jaren heen zeer veel mensen leren kennen. Zo is hij in 1967 bevriend geraakt met Pat Ament, een medebouleraar en gymnast. John was gefascineerd door de lange Jim Holloway. Volgens John charmeerde Jim de 'rock'.
John Gill was een professor in wiskunde op de Universiteit van Zuid Colorado. Hij schreef aan dat instituut verschillende verslagen over onderzoek van complexe analyses. Als resultaat van zijn onderzoekingen heeft hij in verschillende landen lezingen gehouden. In 2000 ging hij met pensioen.